# Thành phố Taos, New Mexico
Taos (/'taʊs/) là một thị trấn ở hạt Taos, khu vực Bắc Trung của tiểu bang New Mexico, Hoa Kỳ. Theo điều tra dân số năm 2000, dân số của thị trấn là 4.700 người. Thị trấn nằm gần bộ lạc Taos Pueblo, cái tên được đặt theo tên của người Mỹ bản địa.
Taos có khí hậu bán khô hạn và nhiệt độ khác biệt rõ rệt giữa ngày và đêm. Với lượng mưa rất thấp, mưa là việc hiếm xảy ra ở Taos. Có tuyết rơi từ tháng 12 đến tháng Ba.
Taos nằm gần sông Rio Grande. Từ Taos đi hướng tây sẽ tới Rio Grande Gorge (nghĩa là "Thung Lũng Sông Lớn). Muốn qua thung lũng phải qua cầu Rio Grande Gorge Bridge ("Cầu Thung lũng Sông lớn"). Cầu thuộc về Đường Số 64 của Mỹ
- Mùa xuân: khoảng tháng Ba - tháng Năm (nhiệt độ trung bình ban ngày khoảng 67 °F, ban đêm khoảng 47 °F)
- Mùa hè: khoảng tháng Sáu - tháng Tám (nhiệt độ trung bình ban ngày khoảng 88 °F, ban đêm khoảng 69 °F)
- Mùa thu: khoảng tháng Chín - tháng 11 (nhiệt độ trung bình ban ngày khoảng 68 °F, ban đêm khoảng 47 °F)
- Mùa đông: khoảng tháng 12 - tháng Hai (nhiệt độ trung bình ban ngày khoảng 41 °F, ban đêm khoảng 24 °F)[2]

Cũng giống như đặc điểm chung của tiểu bang, Taos là khu vực có dân tộc thiểu số chiếm đa số. Có nghĩa là khu vực có người da trắng không nói tiếng Tây Ban Nha chiếm ít hơn một nửa dân số.
Đa số người nói tiếng Tây Ban Nha ở Taos khai mình là người gốc Tây Ban Nha. Những người này là con cháu của thực dân Tây Ban Nha đã đến trong thế kỷ 16, 17, và 18. Ở đây cũng có một số lượng lớn người Mỹ bản địa (Native American).
Có bốn gốc người chủ yếu là: Tây Ban Nha, México, Mỹ Da Đỏ, và Đức.
Thị trấn Taos cách sân bay Albuquerque 2 giờ đi xe. Sân bay Albuquerque có các chuyến bay thẳng đến San Francisco, Los Angeles, Houston, Dallas, Oakland, Phoenix, Denver.

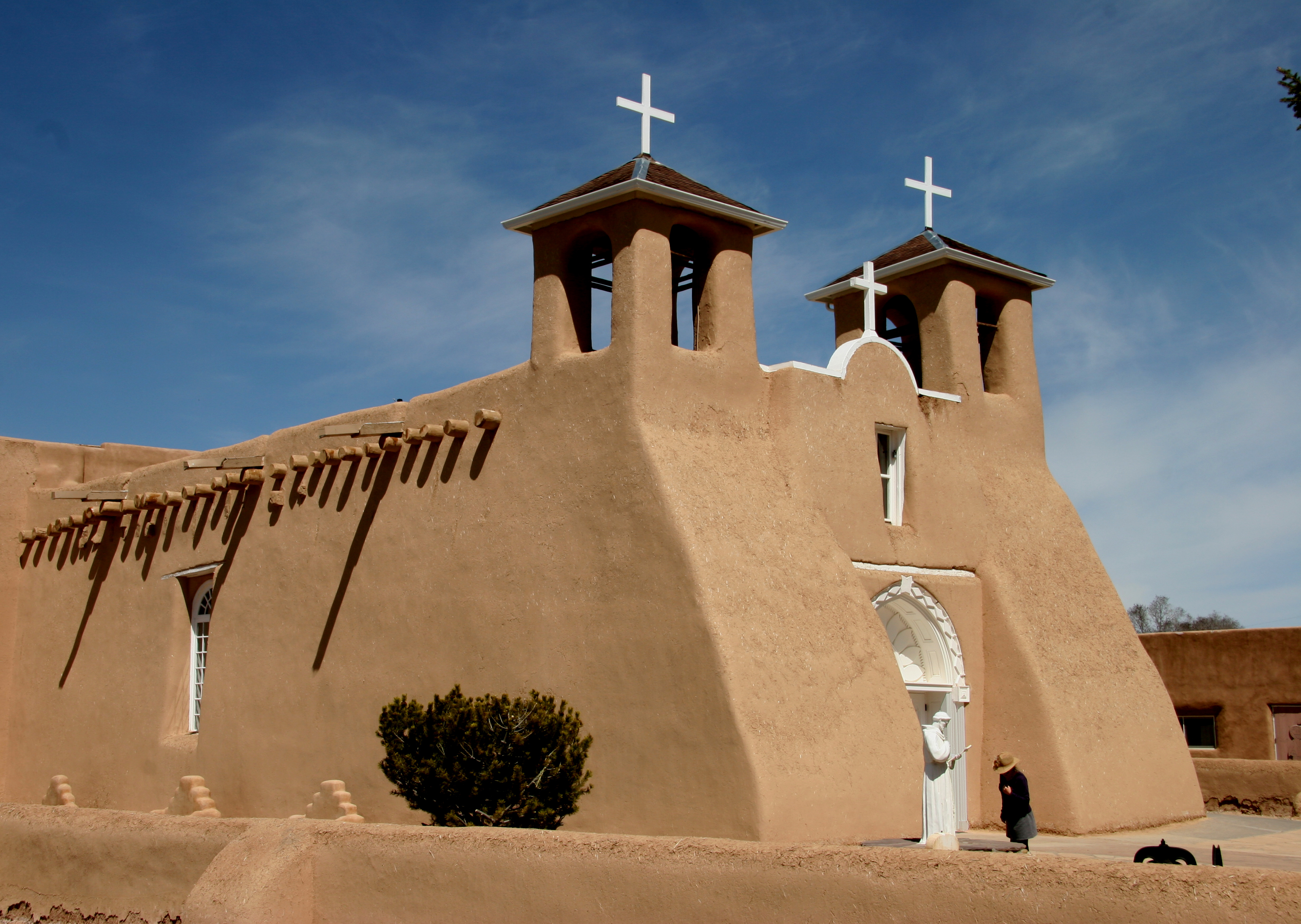
Nhà thờ Saint Francis ở Ranchos de Taos
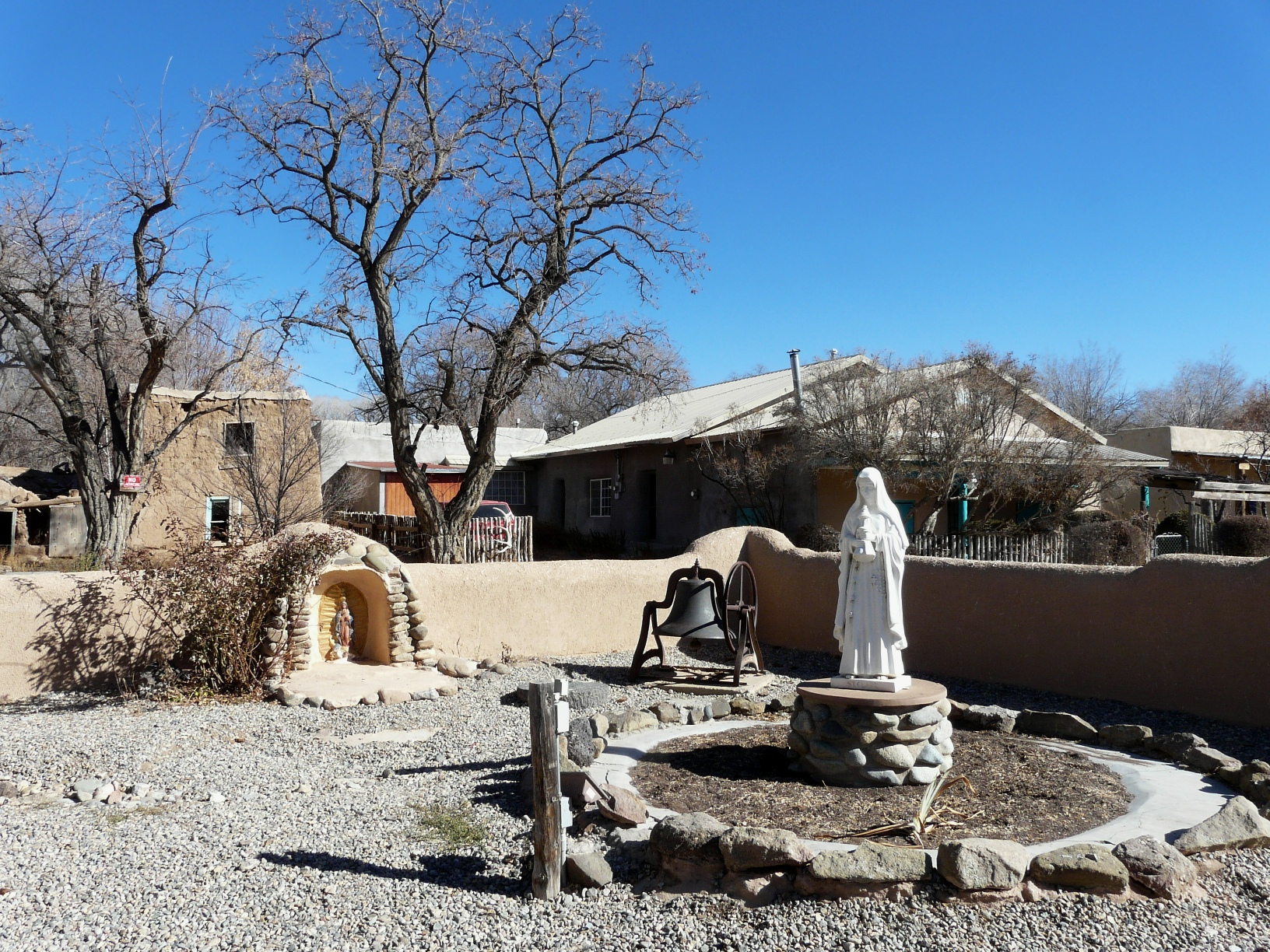
Sân nhà thờ Saint Francis và tượng Santa Clara
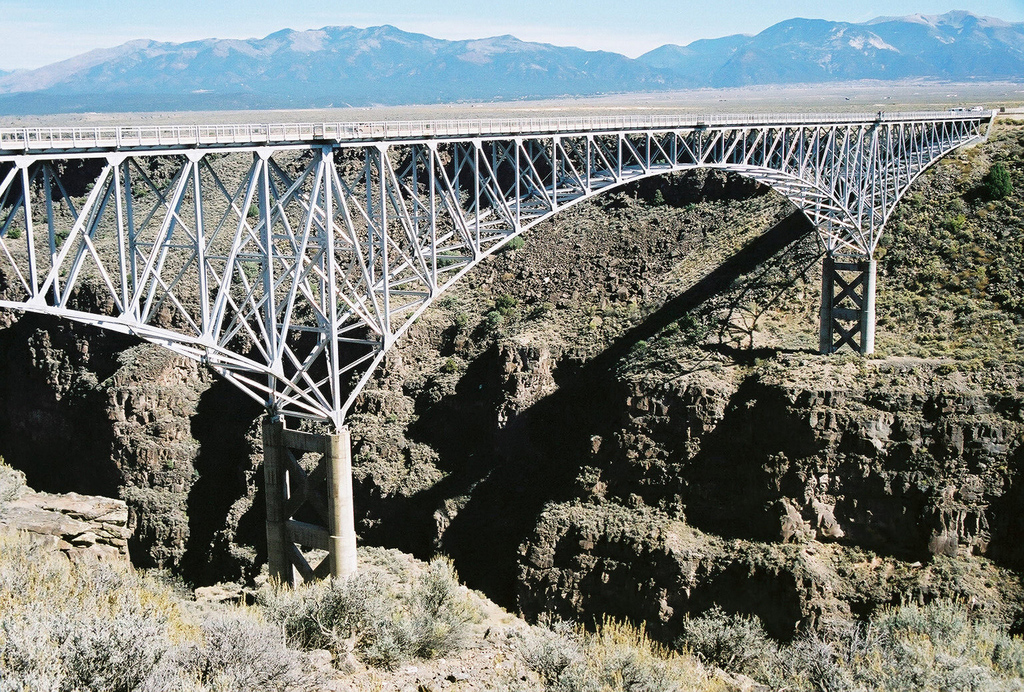
Cầu qua thung lũng Rio Grande

1. ↑  English wiki Taos, New Mexico
2. ↑  Trang Web Weatherspark
3. ↑  Trang Web Thành phố Albuquerque